# Club Deportivo Cenicero
El Club Deportivo Cenicero es un club de fútbol de España, de la ciudad de Cenicero en La Rioja. Fue fundado en 1984, y juega actualmente en la Regional Preferente de La Rioja.

## Historia
Cuando el club fue fundado en 1984 los medios eran tan precarios que ni existía campo de fútbol en Cenicero teniéndose que desplazarse, hasta la construcción del actual terreno de juego de Las Viñas, al campo de La Encina situado en la localidad vecina de Torremontalbo.
Militó en categorías regionales hasta su debut en Tercera División en la temporada 2006-07, viviendo su época dorada con 5 temporadas en la categoría, creándose incluso un equipo filial, el (Celta Cenicero). El descenso de la temporada 2010-11 supuso el fin de la aventura del equipo en Tercera División.
Tras diez temporadas en Regional Preferente el equipo volvió a ascender para la inauguración de la Tercera Federación, aunque volvió a perder la categoría ese mismo año al quedar en el 16.º y último puesto.
En la 2023-24, consiguió ser campeón de su grupo en Regional Preferente, aunque finalmente no consiguió el ascenso en la segunda fase de la temporada.

## Uniforme
- Primera equipación: Camiseta granate, pantalón granate y medias granate
- Segunda equipación: Camiseta azul celeste, pantalón azul celeste y medias azul celeste

## Estadio
Juega sus partidos en el campo de Las Viñas, con capacidad para 1.000 personas.

## Palmarés
| Competición regional                  | Títulos       | Subcampeonatos |
| ------------------------------------- | ------------- | -------------- |
| Regional Preferente de La Rioja (1/1) | 2023-24 (G1). | 2020-21.       |
| Primera Regional de La Rioja (1/0)    | 1988-89.      |                |

## Datos del club
- Temporadas en Primera División: 0
- Temporadas en Segunda División: 0
- Temporadas en Primera Federación: 0
- Temporadas en Segunda Federación: 0
- Temporadas en Tercera Federación / Tercera División: 6
- Mejor puesto en la liga: 13.º en Tercera División de España (temporada 2006-07)

## Trayectoria

### Histórico de temporadas
| Temporada | División     | Puesto |
| --------- | ------------ | ------ |
| 1984-85   | 2.ª Regional | 7.º    |
| 1985-86   | 2.ª Regional | 3.º    |
| 1986-87   | 1.ª Regional | 15.º   |
| 1987-88   | 1.ª Regional | 6.º    |
| 1988-89   | 1.ª Regional | 1.º    |
| 1989-90   | Preferente   | 13.º   |
| 1990-91   | Preferente   | 7.º    |
| 1991-92   | Preferente   | 4.º    |
| 1992-93   | Preferente   | 3.º    |
| 1993-94   | Preferente   | 4.º    |
| 1994-95   | Preferente   | 7.º    |
| 1995-96   | Preferente   | 4.º    |
| 1996-97   | Preferente   | 8.º    |
| 1997-98   | Preferente   | 4.º    |

| Temporada | División        | Puesto |
| --------- | --------------- | ------ |
| 1998-99   | Preferente      | 11.º   |
| 1999-00   | Preferente      | 6.º    |
| 2000-01   | Preferente      | 5.º    |
| 2001-02   | Preferente      | 8.º    |
| 2002-03   | Preferente      | 4.º    |
| 2003-04   | Preferente      | 11.º   |
| 2004-05   | Preferente      | 6.º    |
| 2005-06   | Preferente      | 3.º    |
| 2006-07   | 3.ª (Grupo XVI) | 13.º   |
| 2007-08   | 3.ª (Grupo XVI) | 15.º   |
| 2008-09   | 3.ª (Grupo XVI) | 17.º   |
| 2009-10   | 3.ª (Grupo XVI) | 17.º   |
| 2010-11   | 3.ª (Grupo XVI) | 19.º   |
| 2011-12   | Preferente      | 14.º   |

| Temporada | División             | Puesto |
| --------- | -------------------- | ------ |
| 2012-13   | Preferente           | 7.º    |
| 2013-14   | Preferente           | 9.º    |
| 2014-15   | Preferente           | 12.º   |
| 2015-16   | Preferente           | 12.º   |
| 2016-17   | Preferente           | 12.º   |
| 2017-18   | Preferente           | 6.º    |
| 2018-19   | Preferente           | 6.º    |
| 2019-20   | Preferente           | 12.º   |
| 2020-21   | Preferente           | 2.º    |
| 2021-22   | 3.ª Fed. (Grupo XVI) | 16.º   |
| 2022-23   | Preferente           | 8.º    |
| 2023-24   | Preferente (G1)      | 1.º    |
| 2024-25   | Preferente           | 8.º    |
| 2025-26   | Preferente           |        |

```
LEYENDA

 :Ascenso de categoría

 :Descenso de categoría
```

## Filial
En verano de 2006 se crea el C. D. Celta Cenicero para surtir al primer equipo que debutaba en Tercera División, siendo inscrito en la Preferente Riojana. Tras cinco temporadas, el descenso del C. D. Cenicero supuso su desaparición.